# William Daniels (diretor de fotografia)
William Daniels (Cleveland, 1 de dezembro de 1901 — Los Angeles, 14 de junho de 1970) é um diretor de fotografia estadunidense. Venceu o Oscar de melhor fotografia na edição de 1949 por The Naked City.